# Rue Massey (Tarbes)
La rue Massey est une voie de la commune de Tarbes, situé dans le quartier du  centre-ville, département des Hautes-Pyrénées en région Occitanie.

## Situation et accès

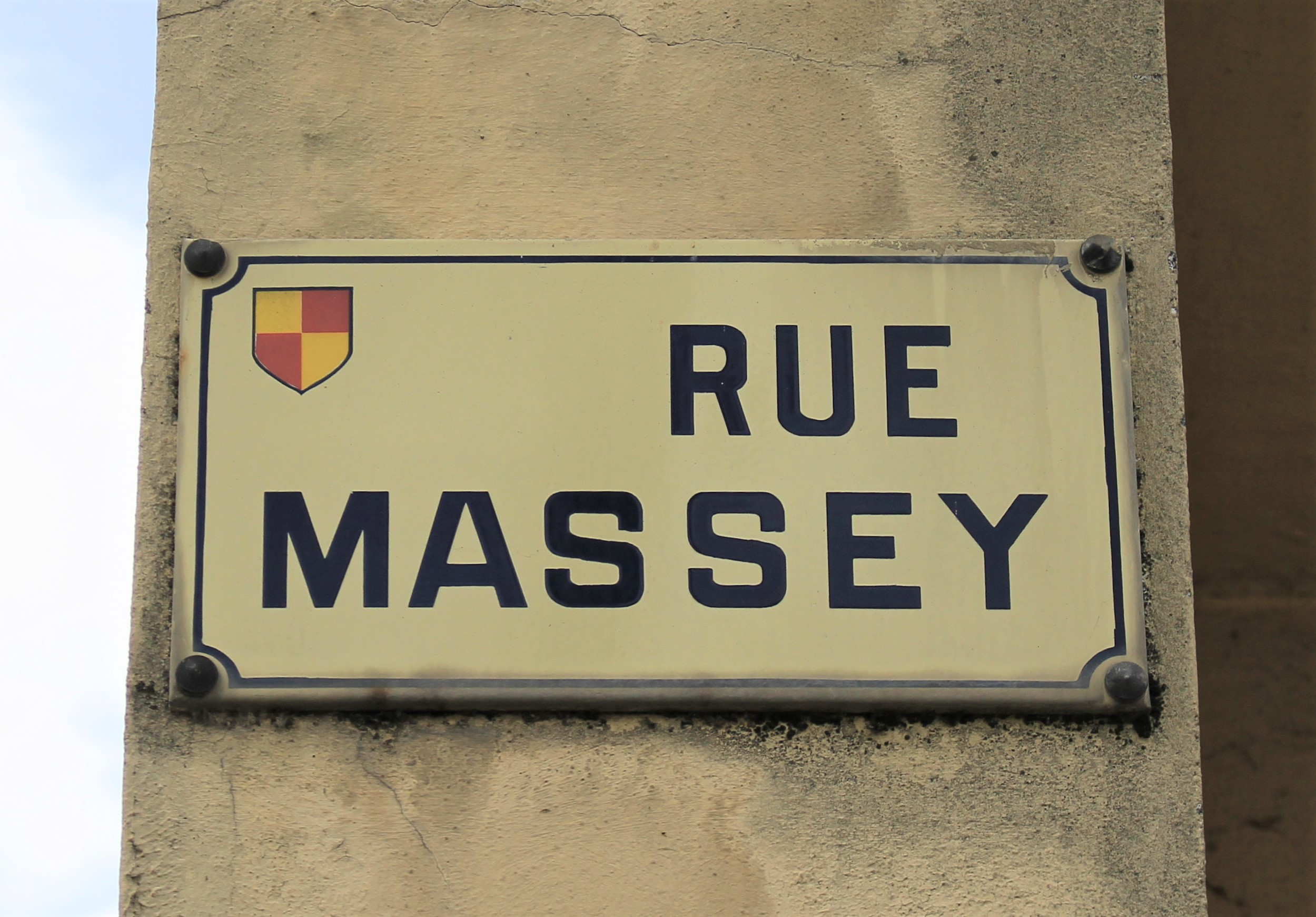
Plaque de la rue.

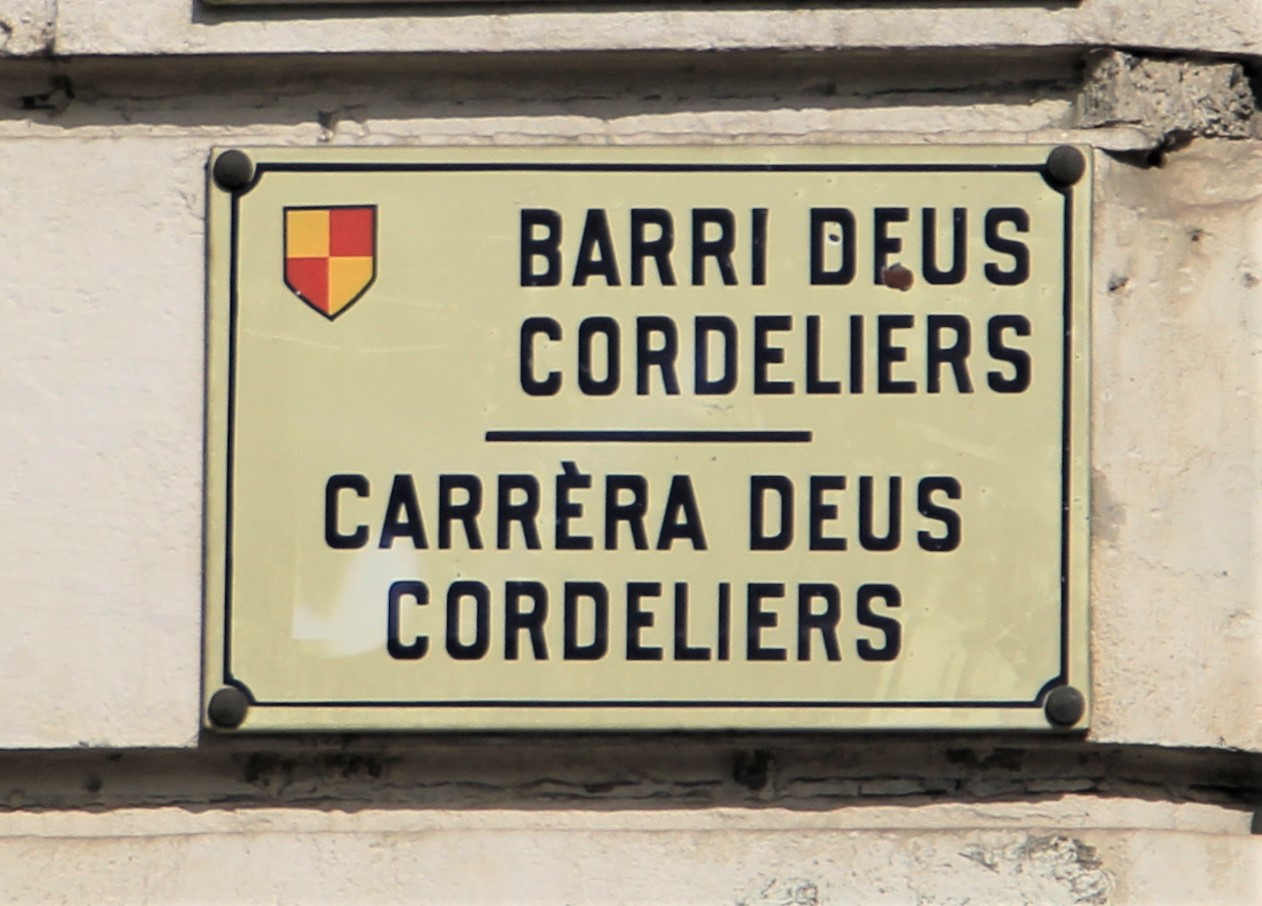
Plaque de l'ancienne dénomination.

Longue de 700 mètres à  sens unique dans le sens nord-sud, dans le quartier du centre-ville, elle délimite les cantons de Tarbes 1 et Tarbes 2.
La rue commence au nord de la place de Verdun, elle est coupée par la rue Jean-Larcher et l’avenue Maréchal-Joffre et se termine au passage souterrain de la voie ferrée.

### Transports
La rue est  directement desservie par les transports en commun.

## Odonymie
La rue tient son nom en l'honneur de Placide Massey, botaniste, natif de Tarbes, qui légua ses terres et immeubles à la ville de Tarbes.

## Historique
C’est en 1855 que la rue fut renommée en l'honneur de Placide Massey, anciennement c’était la rue des cordeliers.

## Bâtiments principaux
- No 17 : Institution Jeanne-d’Arc (école primaire, collège, lycée);
- No 25 : Banque de France;
- No 29 : Gendarmerie nationale ;
- No 37 : École maternelle La Fontaine
- No 41 : École élémentaire Théophile-Gautier
- No 55 : Collège Massey
- No entre 32 et 34 : Jardin Massey

## Galerie d'images

Sélection de vues de la rue.
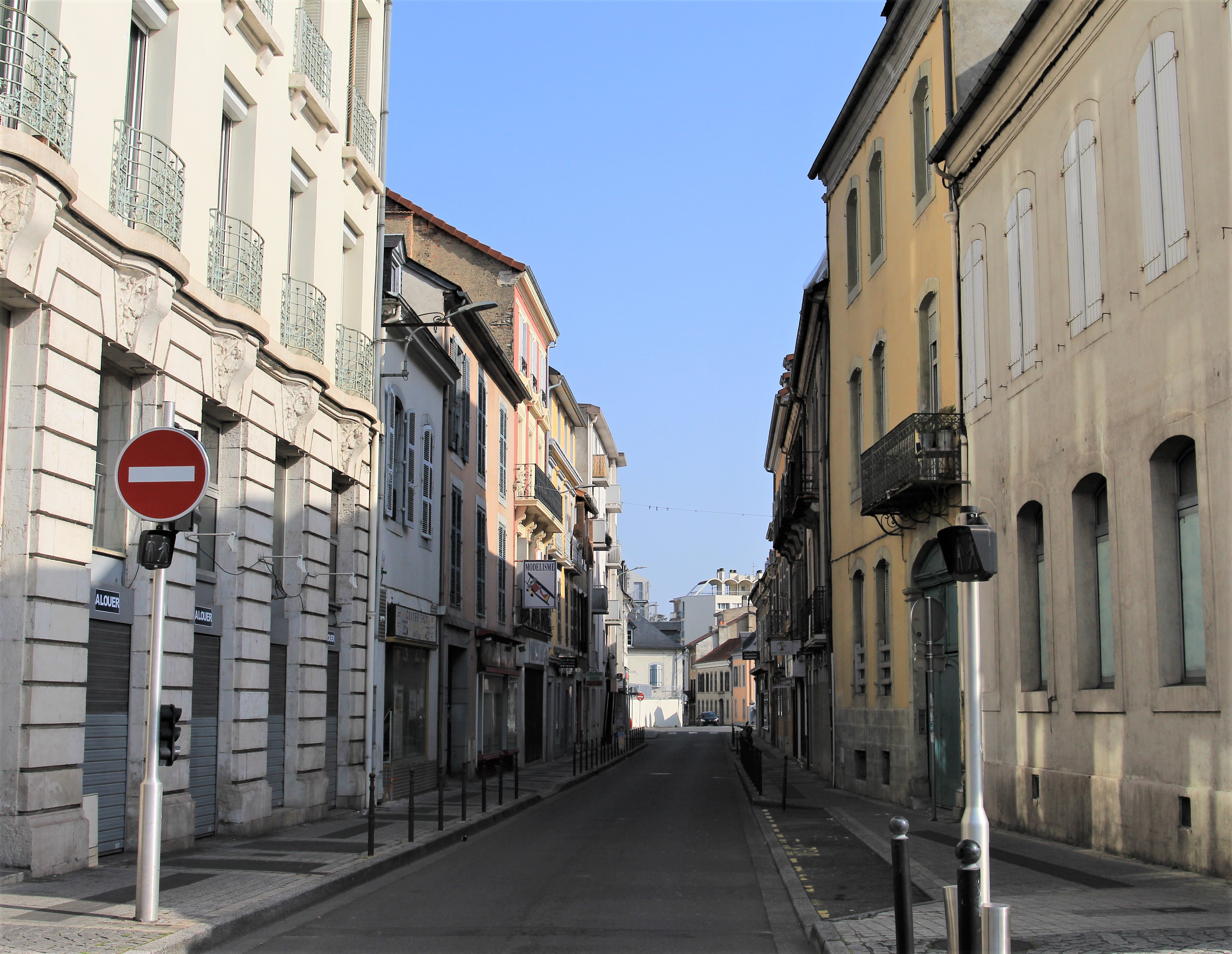
Intersection place de Verdun.
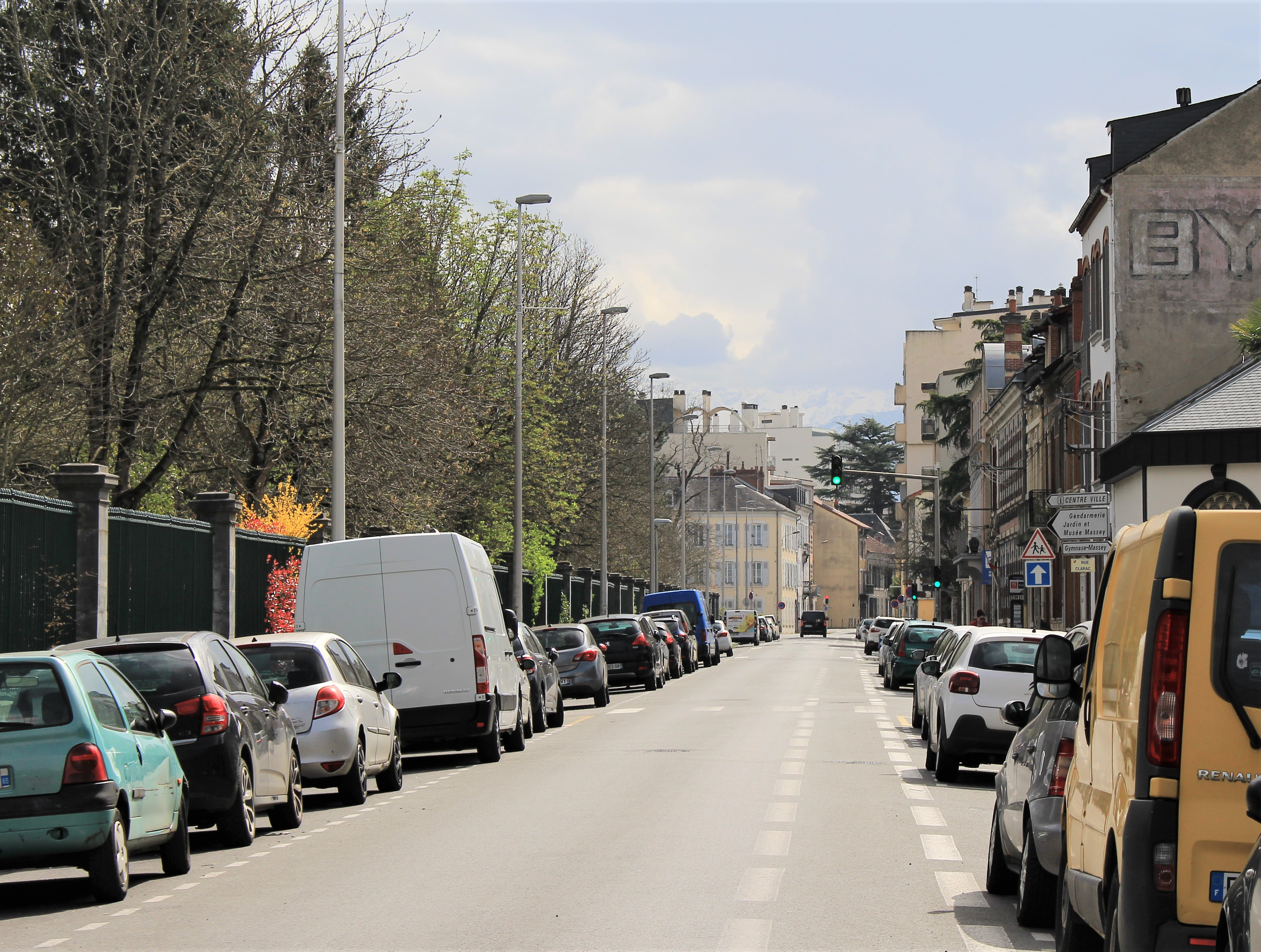
Parallèle au jardin Massey.
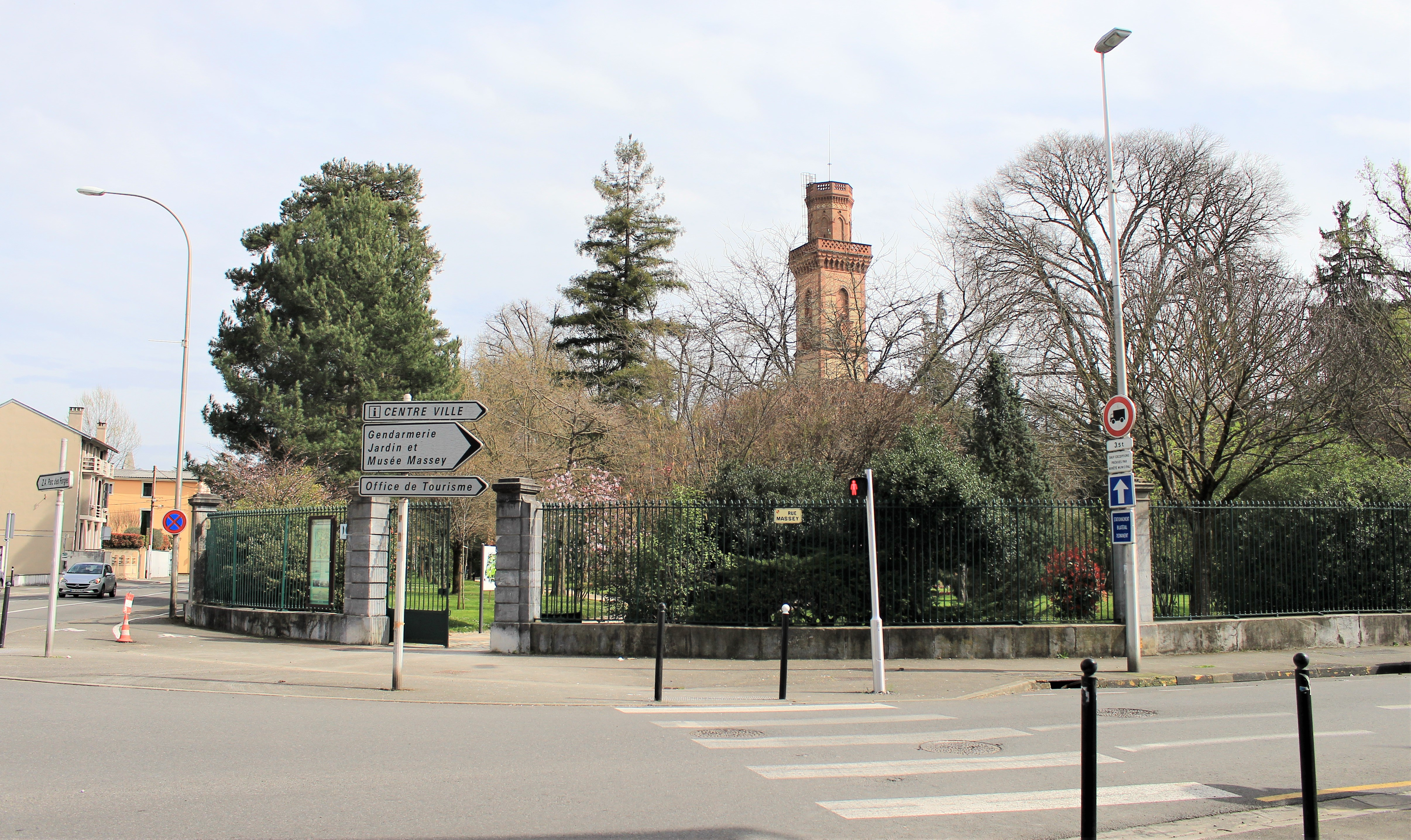
Intersection avenue Maréchal-Joffre.